# Битка при Горничево
Битката при Горничево (на гръцки: Η μάχη στο Γκορνίτσοβο) е бой между  гръцка андартска чета, османска войска и местна милиция на Вътрешната македоно-одринска революционна организация, станал на 20 юли 1905 година в леринското село Горничево. В резултат на сражението гръцката чета е разпръсната, но в селото избухва голяма афера.

## История
Горничево е ключово разположено село на пътя между Леринско и Воденско. Селото е обкръжено от гръцка чета на Илинден 20 юли 1905 година, като целта на андартите е да избият по-видните българи и да го опожарят. Местните ръководители на ВМОРО подготвят милицията за отбрана. На празника присъства и видният турчин Шиназ ефенди, който изпраща пратеник на кон в Лерин, за да иска помощ. Леринският каймакамин веднага изпраща войска към Горничево, която напада гръцките четници в гръб още преди те да започнат атаката на селото. Огън открива и селската милиция на ВМОРО, тъй като ръководителите решават, че гърците ги атакуват. Българите спират стрелбата едва след като забелязват фесовете на османските войници. Гърците се разпръсват, като оставят на бойното поле 17 ранени. Един от избягалите четници попада на група на ВМОРО и успява да убие дееца Геле Алушев.
След сражението, тъй като османците решават, че милицията е подкрепяла гръцките андарти, в Горничево избухва афера.